# Тресна
Тресна (пол. Tresna) — село в Польщі, у гміні Черніхув Живецького повіту Сілезького воєводства.
Населення — 733 особи (2011).

## Демографія
Демографічна структура станом на 31 березня 2011 року:
|          | Загалом | Допрацездатний вік | Працездатний вік | Постпрацездатний вік |
| -------- | ------- | ------------------ | ---------------- | -------------------- |
| Чоловіки | 343     | 63                 | 232              | 48                   |
| Жінки    | 390     | 71                 | 235              | 84                   |
| Разом    | 733     | 134                | 467              | 132                  |